# 10.ª División Panzer SS Frundsberg
La 10ª División Panzer SS Frundsberg (en alemán denominada 10. SS-Panzer-Division "Frundsberg") fue una División de las Waffen SS que participó en la Segunda Guerra Mundial tanto en el Frente Oriental como en el Occidental, encuadrada en las Fuerzas Armadas del Tercer Reich.

## Historial militar

### Formación
La unidad fue formada en enero de 1943, paralelamente a la 9.ª División Panzer SS Hohenstaufen, y fue destinada al sur de Francia con objeto de recibir entrenamiento militar.

### Frente Oriental
En marzo de 1944, formando parte del II Cuerpo de Ejército Panzer SS (II SS-Panzerkorps), la División, aunque aún incompleta, es enviada, junto con su coetánea la "Hohenstaufen", al Frente Oriental para intentar detener el avance del Ejército Rojo que ha destruido al Grupo de Ejércitos Centro y que está ya a las puertas de Polonia, y en definitiva, también para intentar la liberación de las unidades alemanas cercadas en Tarnopol, entre las que se encuentra la 1ª División SS Leibstandarte SS Adolf Hitler e igualmente un Kampfgruppe de la 2ª SS División Das Reich. Tras durísimos combates contra la cabeza de puente soviética de Búchach, el 6 de abril, la División consigue abrir un pasillo que permite la salida del cerco de las tropas alemanas. La División prosigue los combates en el Frente Oriental, en primer lugar en la región de Tarnopol-Kovel y más tarde en operaciones defensivas de contención a lo largo del río Bug. El 12 de junio todo el II Cuerpo de Ejército Panzer SS es retirado a toda prisa del frente ruso para ser enviado a Normandía, donde el 6 de junio acaba de tener lugar la Operación Overlord, es decir, el desembarco aliado en Europa.

### Frente Occidental

#### Batalla de Normandía
Llegada a Francia el 18 de junio, sin embargo la Frundsberg no consigue alcanzar el frente de combate hasta el 25 de junio, a causa de las incesantes incursiones de la aviación aliada que ralentizan considerablemente su aproximación. Solamente cinco días más tarde, con unos efectivos de 13.500 hombres, la División combate contra las tropas británicas por el control de la estratégica Cota 122. El 10 de julio el Mando Operativo británico lanza la "Operación Júpiter", con el objetivo de lograr la conquista definitiva de la Cota. Con el uso de un masivo despliegue de carros de combate y con en apoyo continuado de la aviación táctica, la ofensiva aliada no obtiene, sin embargo, los resultados esperados, a causa de la encarnizada defensa de los soldados de las SS.
El 15 de julio, la "Hohenstaufen" es retirada de primera línea y la "Frundsberg" recibe la orden de asumir la defensa del sector que deja de controlar la "Hohenstaufen". Durante este período, unidades escocesas logran la ocupación de la Cota 113, con lo que la posición de la Cota 112 queda en precario. Sin embargo, aunque a costa de elevadas pérdidas (a finales de julio la División ha perdido más de 2.000 hombres), la línea alemana sigue resistiendo.
Tras algunos días de descanso, el 6 de agosto la División recibe la orden de desplegarse en la zona de Mortain para afrontar el avance estadounidense que había roto la línea defensiva alemana al oeste de la península de Bretaña y avanzaba hacia el este a espaldas de las tropas alemanas de esta línea. Sin embargo, a pesar de los ataques alemanes hacia Domfront, en el Orne, y Fromentel, las unidades de vanguardia estadounidenses alcanzan la ciudad de Argentan, con lo que queda formada una bolsa alemana, la llamada Bolsa de Falaise. En las semanas sucesivas, tras haber atravesado el río Oissel entre el 25 y el 27 de agosto, la Frundsberg se desgasta en distintas operaciones defensivas para seguir manteniendo abierto un pasillo que permita a una gran parte de las fuerzas alemanas atrapadas en la bolsa escapar de su aniquilación. Tras los duros combates y haber atravesado los ríos Sena y Somme en su retirada, la División es destinada a Holanda, en concreto a la zona de Arnhem y Nimega para un merecido período de descanso.

#### Operación Market Garden

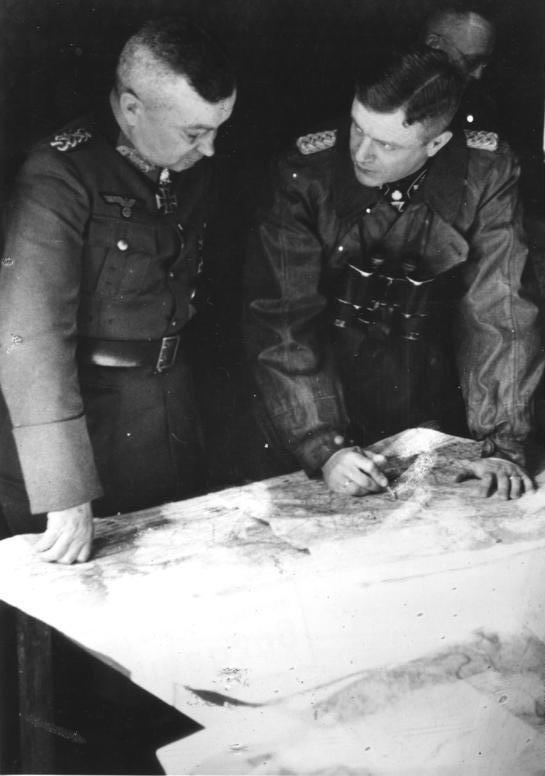
Los generales Walther Model y Heinz Harmel coordinando las operaciones durante la Batalla de Arnhem.

Siempre junto a la "Hohenstaufen", la "Frundsberg", a partir del 17 de septiembre, se encontró en medio del asalto aerotransportado aliado más ambicioso de toda la Segunda Guerra Mundial, la Operación Market Garden. Destacados en Nimega con el objetivo de defender el puente sobre el río Waal, los hombres de las SS, tras haber rechazado diversos ataques de las tropas británicas, regresan a Arnhem, esta vez para luchar contra los asaltos británicos procedentes del norte. Durísimos combates calle por calle en la ciudad de Elst obligaron a las fuerzas alemanas a abandonar las posiciones propias, aunque un decisivo contraataque en los días posteriores comportó la destrucción casi completa de las unidades paracaidistas aliadas.
El 18 de noviembre la División, que se hallaba bajo mínimos de efectivos debido a las bajas sufridas en la campaña de Normandía y en Arnhem, es enviada a Aquisgrán, en Alemania, para un período de descanso y para recibir los reemplazos necesarios para cubrir sus efectivos, con lo que en diciembre la División alcanza de nuevo la cifra de 15.500 hombres.

#### Paso del Rin
Entre diciembre de 1944 y enero de 1945, la "Frundsberg" entra en acción cerca de Linnich y Geilenkirchen, así como cerca de Jülich al nordeste de Aquigrán. En enero es enviada al curso alto del río Rin, como parte del Grupo de Ejércitos Niederrheim, destinada a servir como fuerza de reserva durante la Operación Nordwind ("Viento del Norte"). A mediados de mes, tras haber atravesado el Rin y haberse dirigido a Gambsheim, la "Frundsberg" logra atravesar el río Moder, (24 de enero), y ocupar el área entre Hagenau y Kaltenhaus, capturando algunos prisioneros aliados. Aunque la mayor parte de los miembros de la unidad eran jóvenes sin experiencia de combate, los soldados de la "Frundsberg" continuaron haciendo prueba de la continuación de su espíritu combativo de los años anteriores.

### Segundo período en el Frente Oriental

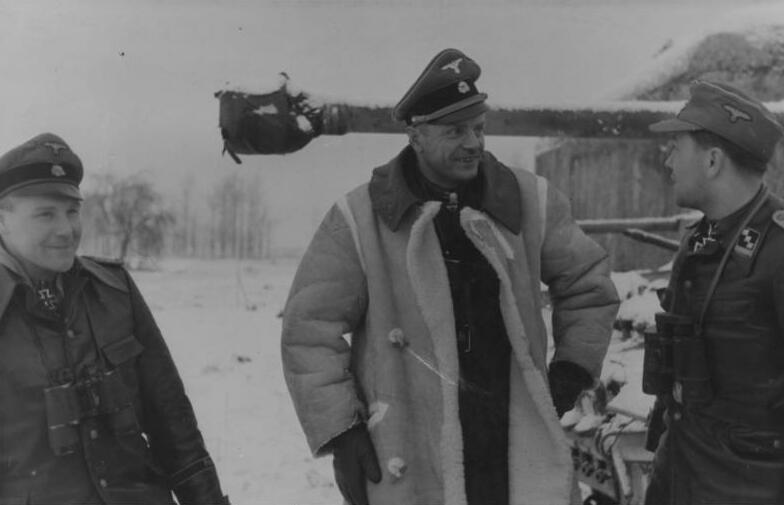
Oficiales de la división desplegados en el Frente Oriental, hacia febrero de 1945.

El 10 de febrero de 1945 la División regresa de nuevo al Frente Oriental en un momento particularmente crítico: agregada al III Cuerpo de Ejército Panzer SS, durante la contraofensiva alemana denominada Operación Sonnenwende ("Solsticio"), la División, tras un duro mes de combates entre Stargard y Fürstenwalde junto al Spree, se ve obligada a retirarse a la orilla occidental del río Óder, cerca de Stettin.
Tras ser destinada al Grupo de Ejércitos Vístula, a mediados de abril, la Frundsberg regresa al frente en el sector de Dresde, para intentar limitar los asaltos del Ejército Rojo en dirección a dicha ciudad; se mantiene en la zona circundante de Spremberg, hasta que en la primera mitad de abril recibe la orden, procedente directamente del Cuartel General del Führer de romper el cerco y de acortar la línea del frente, perforado en varios puntos por los rusos: el comandante de la unidad, el SS-Gruppenführer Heinz Harmel, constatando que el cumplimento de estas órdenes equivalía a un auténtico suicidio, decide ignorarlas y una vez roto el cerco, con las escasas fuerzas restantes, se dirige a Berlín, donde se están reagrupando los últimos restos de la Wehrmacht. Alcanzadas posiciones defensivas cerca de Dresde, Harmel, por su rechazo a cumplir las órdenes de Adolf Hitler, es destituido del mando por el mariscal Ferdinand Schörner, que por breve tiempo asume el mando directo de la División.

### Rendición y disolución
Los restos de la "Frundsberg", al mando del SS-Obersturmbannführer Franz Roestel, quedan finalmente agregados al 4º Ejército Panzer (4. Panzerarmee) del Grupo de Ejércitos Centro que intenta frenar, inútilmente, el avance soviético. Tras haber puesto fuera de combate algunos tanques rusos T-34, los últimos panzer son destruidos por los hombres de la "Frundsberg" para evitar lo que pensaban que era el deshonor de su captura, tras lo cual se escabullen hacia el oeste para rendirse a los estadounidenses, prefiriéndolos a los rusos.

## Estructura

### Orden de batalla
- SS-Panzergrenadier-Regiment 21
- SS-Panzergrenadier-Regiment 22
- SS-Panzer-Regiment 10
- SS-Panzer-Artillerie-Regiment 10
- SS-Aufklärungs-Bataillon 10
- SS-Sturmgeschütz-Bataillon 10
- SS-Panzerjäger-Bataillon 10
- SS-Flak-Bataillon 10
- SS-Pioniere-Bataillon 10
- SS-Panzer-Signal-Bataillon 10
- SS-Verwaltungs-Truppe 10
- SS-Instandsetzungs-Bataillon 10
- SS-Medical-Bataillon 10
- SS-Versorgung-Bataillon 10
- SS-Feldpost-Abteilung 10
- SS-Kriegsberichterstatter-Zug 10
- SS-Feldgendarmerie-Truppe 10

## Comandantes
| N.º | Retrato | Comandante                                               | Desde                   | Hasta                   |
| --- | ------- | -------------------------------------------------------- | ----------------------- | ----------------------- |
| 1   |         | SS-Standartenführer Michael Lippert (1897-1969)          | 1 de febrero de 1943    | 15 de febrero de 1943   |
| 2   |         | SS-Gruppenführer Lothar Debes (1890-1960)                | 15 de febrero de 1943   | 15 de noviembre de 1943 |
| 3   |         | SS-Gruppenführer Karl Fischer von Treuenfeld (1885-1946) | 15 de noviembre de 1943 | 27 de abril de 1944     |
| 4   |         | SS-Brigadeführer Heinz Harmel (1906-2000)                | 27 de abril de 1944     | 28 de abril de 1945     |
| 5   |         | SS-Obersturmbannführer Franz Roestel (1902-1974)         | 28 de abril de 1945     | 8 de mayo de 1945       |

## Teatros de operaciones
- Francia (formación y entrenamiento), enero de 1943 a marzo de 1944
- Frente Oriental, marzo a junio de 1944
- Frente Occidental, julio de 1944 a enero de 1945
- Frente Oriental, enero a mayo de 1945

## Condecorados con la Cruz de Caballero
En total, fueron 13 los hombres de esta unidad que recibieron la Cruz de Caballero de la Cruz de Hierro.

## Curiosidad
El escritor Günter Grass sirvió en esta unidad.